# Ludo Troch
Pour les articles homonymes, voir Troch.
Ludo Troch est un monteur belge flamand.

## Biographie
Ludo Troch est le père de la réalisatrice Fien Troch.

## Filmographie
- 1979 : De proefkonijnen de Guido Henderickx
- 1980 : Hellegat de Patrick Lebon
- 1981 : Het einde van de reis
- 1981 : Brugge, die stille de Roland Verhavert
- 1982 : De potloodmoorden
- 1983 : Brussels by Night de Marc Didden
- 1983 : Zaman
- 1984 : De droomproducenten
- 1985 : Istanbul
- 1985 : Het ongeluk
- 1985 : Springen de Jean-Pierre De Decker
- 1985 : Le Lion des Flandres (De Leeuw van Vlaanderen)
- 1986 : The Secrets of Love
- 1987 : L'amour est un chien de l'enfer (Crazy Love) de Dominique Deruddere
- 1988 : Sailors Don't Cry
- 1989 : Blueberry Hill: A Love Story from the Fifties de Robbe De Hert
- 1989 : Australia de Jean-Jacques Andrien
- 1989 : Wait Until Spring, Bandini de Dominique Deruddere
- 1991 : Un type bien de Laurent Bénégui
- 1991 : Eline Vere de Harry Kümel
- 1992 : Je pense à vous des frères Dardenne
- 1992 : Vrouwen willen trouwen
- 1992 : L'Ordre du jour
- 1993 : Ad fundum
- 1993 : Daens de Stijn Coninx
- 1993 : Just Friends de Marc-Henri Wajnberg
- 1994 : Hey Stranger
- 1994 : Dada
- 1995 : Brylcream Boulevard
- 1995 : Le Conte des trois diamants de Michel Khleifi
- 1996 : Lisa de Jan Keymeulen
- 1997 : Anouk et les autres
- 1997 : La Sicilia
- 1997 : Hombres complicados
- 1997 : Big in Belgium
- 1997 : C'est la tangente que je préfère de Charlotte Silvera
- 1998 : Los taxios
- 1998 : When the Light Comes
- 1998 : Rosie, sa vie est dans sa tête de Patrice Toye
- 1998 : La Patinoire de Jean-Philippe Toussaint
- 1999 : De Feniks (court-métrage) de Jacco Groen
- 1999 : Molokai: The Story of Father Damien de Paul Cox
- 1999 : De bal de Danny Deprez
- 2000 : Penalty de Pieter Van Hees
- 2000 : Joyeux Noël, Rachid de Sam Garbarski (court-métrage)
- 2000 : Bruxelles mon amour de Kaat Beels, Marc Didden et Peter Vandekerckhove
- 2000 : Everybody Famous de Dominique Deruddere
- 2000 : Saint-Cyr de Patricia Mazuy
- 2000 : Le Roi danse de Gérard Corbiau
- 2001 : Olivetti 82 de Rudi Van Den Bossche
- 2002 : Villa des roses de Frank Van Passel
- 2002 : Le Chignon d'Olga de Jérôme Bonnell
- 2002 : Cavale de Lucas Belvaux
- 2003 : Quand tu descendras du ciel d'Eric Guirado
- 2003 : Le Tango des Rashevski de Sam Garbarski
- 2003 : Au-delà de la lune (Verder dan de maan) de Stijn Coninx
- 2004 : Suske en Wiske: De duistere diamant de Rudi Van Den Bossche
- 2004 : Viva Laldjérie de Nadir Moknèche
- 2004 : Romance de Douglas Boswell
- 2004 : Matin calme (court-métrage) d'Annick Ghijzelings
- 2005 : Va, vis et deviens de Radu Mihaileanu
- 2005 : Miss Montigny de Miel Van Hoogenbemt
- 2006 : La Raison du plus faible de Lucas Belvaux
- 2007 : Irina Palm de Sam Garbarski
- 2007 : Sarah (court-métrage) de Kadija Leclere
- 2007 : Délice Paloma de Nadir Moknèche
- 2007 : Man zkt vrouw de Miel Van Hoogenbemt
- 2008 : Non-dit (Unspoken) de Fien Troch
- 2008 : Séraphine de Martin Provost
- 2009 : Zomer (court-métrage) d'Ellen Helsen
- 2009 : Le Concert de Radu Mihaileanu
- 2010 : Quartier lointain de Sam Garbarski
- 2011 : Où va la nuit de Martin Provost
- 2011 : La Source des femmes de Radu Mihaileanu
- 2013 : Violette de Martin Provost
- 2014 : Pas son genre de Lucas Belvaux
- 2020 : Des hommes de Lucas Belvaux